# Built to Last
Albums de Grateful Dead
Dylan and the Dead
(1989) Without a Net
(1990)
Singles
1. Foolish Heart
Sortie : 1989

Built to Last est le treizième et dernier album studio de Grateful Dead, sorti en 1989.

## Titres

### Version originale
| No | Titre                | Auteur                | Durée |
| -- | -------------------- | --------------------- | ----- |
| 1. | Foolish Heart        | Garcia, Hunter        | 5:10  |
| 2. | Just a Little Light  | Barlow, Mydland       | 4:42  |
| 3. | Built to Last        | Garcia, Hunter        | 5:03  |
| 4. | Blow Away            | Barlow, Mydland       | 6:09  |
| 5. | Victim or the Crime  | Graham, Weir          | 7:33  |
| 6. | We Can Run           | Barlow, Mydland       | 5:30  |
| 7. | Standing on the Moon | Garcia, Hunter        | 5:20  |
| 8. | Picasso Moon         | Barlow, Bralove, Weir | 6:40  |
| 9. | I Will Take You Home | Barlow, Mydland       | 3:45  |

### Version 2004
Le coffret Beyond Description (1973-1989) (en), sorti chez Rhino Records en octobre 2004, inclut une version remasterisée de l'album Built to Last avec trois titres bonus. Cette version est sortie en album séparé le 11 avril 2006.
| No  | Titre                                                             | Auteur                | Durée |
| --- | ----------------------------------------------------------------- | --------------------- | ----- |
| 1.  | Foolish Heart                                                     | Garcia, Hunter        | 5:12  |
| 2.  | Just a Little Light                                               | Barlow, Mydland       | 4:43  |
| 3.  | Built to Last                                                     | Garcia, Hunter        | 5:05  |
| 4.  | Blow Away                                                         | Barlow, Mydland       | 6:11  |
| 5.  | Victim or the Crime                                               | Graham, Weir          | 7:37  |
| 6.  | We Can Run                                                        | Barlow, Mydland       | 5:33  |
| 7.  | Standing on the Moon                                              | Garcia, Hunter        | 5:22  |
| 8.  | Picasso Moon                                                      | Barlow, Bralove, Weir | 6:43  |
| 9.  | I Will Take You Home                                              | Barlow, Mydland       | 3:55  |
| 10. | Foolish Heart (en concert)                                        |                       | 11:30 |
| 11. | Blow Away (en concert)                                            |                       | 12:02 |
| 12. | California Earthquake (Whole Lotta Shakin' Goin' On) (en concert) | Crowell               | 5:59  |

## Musiciens
- Jerry Garcia : guitare, chant
- Mickey Hart : batterie, percussions
- Bill Kreutzmann : batterie
- Phil Lesh : basse
- Brent Mydland : claviers, chant
- Bob Weir : guitare, chant